# Indicatifs régionaux 812 et 930

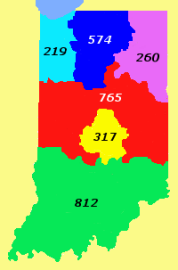
Carte de l'État de l'Indiana avec les territoires de ses indicatifs régionaux. L'indicatif régional 812 est en vert.

L'indicatif régional 812 est l'un des indicatifs téléphoniques régionaux de l'État de l'Indiana aux États-Unis. Cet indicatif couvre un territoire situé au sud de l'État.
La carte ci-contre indique en vert le territoire couvert par l'indicatif 812.
L'indicatif régional 812 fait partie du Plan de numérotation nord-américain.

## Historique
L'indicatif 812 a été mis en place en 1947. Au 31 juillet 2013, il a été annoncé que le 812 sera complété par le 930, il s'agit de la première zone de l'État à avoir deux indicatifs. Les premiers numéros en 930 seront attribués dès le 6 octobre 2014,  .

## Principales villes desservies par l'indicatif
L'indicatif dessert les banlieues nord de Louisville, les banlieues nord-ouest de Cincinnati et les villes suivantes :
- Bedford ;
- Bloomington ;
- Brazil ;
- Clarksville ;
- Columbus ;
- Evansville ;
- Georgetown ;
- Greensburg ;
- Jasper ;
- Jeffersonville ;
- Lawrenceburg ;
- Loogootee ;
- Madison ;
- Mitchell ;
- Mount Vernon ;
- New Albany ;
- Newburgh ;
- North Vernon ;
- Pawnee ;
- Princeton ;
- Rising Sun ;
- Salem ;
- Scottsburg ;
- Seymour ;
- Terre Haute ;
- Vincennes ;
- Washington.

## Source
- (en) Cet article est partiellement ou en totalité issu de l’article de Wikipédia en anglais intitulé « Area code 812 » (voir la liste des auteurs).